# Kristen Schaal
Kristen Schaal (Longmont, Colorado, 24 de Janeiro de 1978) é uma atriz, escritora e comediante norte-americana, mais conhecida por seu papel como Mel na série Flight of the Conchords, que vai ao ar no canal HBO, como Louise em Bob's Burgers e como colaboradora do The Daily Show.

## Primeiros anos de vida
Schaal nasceu em Longmont, Colorado, em uma família luterana de ascendência holandesa. Ela foi criada na fazenda de gado de sua família, em uma área rural perto de Boulder. Seu pai é um trabalhador de construção civil e sua mãe é uma secretária. Schaal também tem um irmão chamado David, que é três anos mais velho. Ela se formou pela Universidade Northwestern, em seguida, se mudou para Nova Iorque, Nova Iorque para perseguir uma carreira de comédia. Cinco anos mais tarde, em 2005, ela teve sua primeira pausa, quando ela foi incluída na coluna "The Ten Funniest New Yorkers You've Never Heard Of" da New York Magazine.

## Filmografia
| Ano       | Título                                        | Papel                                              | Obervações                                                   |
| --------- | --------------------------------------------- | -------------------------------------------------- | ------------------------------------------------------------ |
| 2001      | Kate & Leopold                                | Miss Árvore                                        |                                                              |
| 2001      | The Education of Max Bickford                 | Valerie Holmes                                     | Episódios: "In the Details", "A Very Great Man"              |
| 2002      | The Education of Max Bickford                 | Valerie Holmes                                     | Episódio: "The Bad Girl"                                     |
| 2004      | Law & Order: Special Victims Unit             | Abby                                               | Episódio: "Brotherhood"                                      |
| 2004      | Poster Boy                                    | Mulher da Loja de Livros #14                       |                                                              |
| 2005      | Adam & Steve                                  | Ruth                                               |                                                              |
| 2005      | Cheap Seats: Without Ron Parker               | Emily                                              | Episódio: "Dog Show/World Beard and Mustache Championshop"   |
| 2006      | Conviction                                    | Allie Rubinoff                                     | Episódio: "Madness"                                          |
| 2006      | The Calderons                                 | Barbara                                            | Filme para televisão                                         |
| 2006      | Delirious                                     | Joelle                                             |                                                              |
| 2006      | Ugly Betty                                    | Nancy                                              | Episódio: "Pilot"                                            |
| 2006      | Six Degrees                                   | Gail                                               | Episódios: "Pilot", "The Puncher"                            |
| 2006      | Freak Show                                    | Vários (voz)                                       | 7 episódios                                                  |
| 2007      | Scott Bateman Presents Scott Bateman Presents | Patrona do Novo Robô da Terra (voz) Trixie Tangway | Episódios: "Two", "Three"                                    |
| 2007      | Norbit                                        | Organizadora de Eventos                            |                                                              |
| 2007      | Law & Order: Criminal Intent                  | Alana Binder                                       | Episódio: "30"                                               |
| 2007      | Human Giant                                   | Rapariga do Comercial de Doritos                   | Episódio: "Lil 9-11"                                         |
| 2007      | Mad Men                                       | Nannette                                           | Episódio: "Smoke Gets in Your Eyes"                          |
| 2007      | Redeeming Rainbow                             | Nameless Drifter                                   | Filme para televisão                                         |
| 2007      | Comedy: Shuffle                               | Penelope/Princesa de Animais de estimação          | Episódio: "Jocelyn Jee Esien"                                |
| 2007      | How I Met Your Mother                         | Laura Girard                                       | Episódio: "The Platinum Rule"                                |
| 2007-2009 | Flight of the Conchords                       | Mel                                                | 21 episódios                                                 |
| 2008      | Aqua Teen Hunger Force                        | Tammy Tangerine (voz)                              | Episódio: "Bible Fruit"                                      |
| 2008      | The Whitest Kids U'Know                       | Sem-abrigo                                         | Episódio: "2.9"                                              |
| 2008      | Horrible People                               | Margaret                                           | 10 episódios                                                 |
| 2009      | Xavier: Renegade Angel                        | Espectador Frenético/Mulher Velha de Ryan (voz)    | Episódio: "Going Normal"                                     |
| 2009      | Snake 'n' Bacon                               | The Green Fairy                                    | Filme para televisão                                         |
| 2009      | The Goods: Live Hard, Sell Hard               | Stewardess Stacey                                  |                                                              |
| 2009      | Cirque du Freak: The Vampire's Assistant      | Gertha Teeth                                       |                                                              |
| 2009      | Comedy Showcase                               | Turista                                            | Episódio: "The Increasingly Poor Decisions of Todd Margaret" |
| 2010      | Modern Family                                 | Whitney                                            | Episódio: "Fifteen Percent"                                  |
| 2010      | When in Rome                                  | Ilona                                              |                                                              |
| 2010      | Valentine's Day                               | Ms. Gilroy                                         |                                                              |
| 2010      | Comedy Lab                                    | Penelope                                           | Episódio: "Penelope Princess of Pets"                        |
| 2010      | Shrek Forever After                           | Bruxa Abóbora/Bruza do Palácio (voz)               |                                                              |
| 2010      | Get Him to the Greek                          | Assistente de produção do The Today Show           |                                                              |
| 2010      | Toy Story 3                                   | Trixie (voz)                                       |                                                              |
| 2010      | Dinner for Schmucks                           | Susana                                             |                                                              |
| 2010      | Going the Distance                            | Bartender                                          |                                                              |
| 2010      | FCU: Fact Checkers Unit                       | Paula                                              | Episódio: "One Groundhog Day Dog"                            |
| 2010      | WordGirl                                      | Victoria Best                                      |                                                              |
| 2010      | Scared Shrekless                              | Rapariga Bolo de Gengibe (voz)                     |                                                              |
| 2011      | Butter                                        |                                                    |                                                              |
| 2011      | Bob's Burgers                                 | Louise (voz)                                       |                                                              |
| 2011      | Comercial Sony Ericsson Xperia Play           | Pessoa de negócios jovem                           | Comercial da Internet                                        |
| 2011      | The Simpsons                                  | Taffy (voz)                                        | Episódio: "Homer Scissorhands"; credited as "Kristen Schall" |
| 2011      | The Penguins of Madagascar                    | Muffy, Bluffy, e Fluffy (voz)                      | Episódio: "Operation: Neighbor Swap"                         |
| 2011      | Hawaiian Vacation                             | Trixie (voz)                                       |                                                              |
| 2011      | American Dad                                  | Namorada de Roger (voz)                            | Episódio: Hurricane!                                         |
| 2011      | The Muppets                                   | Anger Management group moderator                   |                                                              |
| 2012      | 30 Rock                                       | Hazel Whatshername                                 | Recorrente, episódio "Hey Baby, What's Wrong?                |
| 2013      | Bem-vindo à Selva                             | Brenda                                             |                                                              |
| 2013      | Despicable Me 2                               | Shannon (voz)                                      |                                                              |
| 2015      | A Walk in the Woods                           | Mary Ellen (voz)                                   |                                                              |
| 2016      | The Boss                                      | Sandy                                              |                                                              |
| 2019      | Toy Story 4                                   | Trixie (voz)                                       |                                                              |